# Centrum Kultury Muza w Lubinie
Centrum Kultury „Muza” – instytucja kultury działająca w Lubinie. Początkowo, od 1 października 1969 roku, jako Dom Kultury Zagłębia Miedziowego, a od 1996 roku pod obecną nazwą.
W centrum działa kino i teatr, organizowane są również warsztaty.